# ウィリアム・ハリス (競泳選手)
ウィリアム・ホワイト・ハリス・ジュニア（William White Harris, Jr.、1897年10月26日 - 1961年3月7日）は、1920年にベルギーのアントワープで開催されたアントワープオリンピックに出場した、アメリカ合衆国の競泳選手。ハリスは競泳100メートル自由形で決勝に進み、1分03秒0で3位となり、銅メダルを獲得した。決勝では、デューク・カハナモクが金メダル、プア・ケアロハ (Pua Kealoha) が銀メダルを獲得しており、ハワイ州出身のアメリカ合衆国代表がメダルを独占することになった。
このオリンピックで、ハリスは400メートル自由形にも出場し、準決勝まで進んで5分36秒0の記録を残した。